# Direction d'infrastructure de la Défense de Dakar
La direction d'infrastructure de la Défense (DID) de Dakar est une des directions déconcentrées du service d'infrastructure de la Défense, implantée au sein du quartier Protet et du quartier Geille, qui est chargée de l'aménagement et de l'entretien des infrastructures militaires, de la maintenance immobilière, de la maîtrise de l’énergie non stockée ainsi que de la gestion administrative et technique du patrimoine au profit des éléments français au Sénégal.
Son champ d'intervention couvre des implantations de l'Armée de terre, de l'Armée de l'air et de l'espace, de la Marine nationale et d'autres organismes.

## Historique
La DID de Dakar trouve son origine à partir de la direction des travaux maritimes de Dakar qui était responsable des travaux d'infrastructure dans la région.
En 2005, la direction des travaux mixtes de Dakar prend l’appellation de direction des travaux de Dakar jusqu’au 25 septembre 2008 où elle donne naissance à la « direction d’infrastructure de la défense de Dakar ».
Le 1er janvier 2015, le détachement du SID d'Abidjan a été créé et rattaché à la DID de Dakar pour renforcer la capacité infrastructure dans la région.
Enfin, en juillet 2017, la DID d'Abidjan a été créée pour prendre en charge toutes les opérations d'infrastructure de manière indépendante.

## Missions et organisation

### Missions
Cet organisme interarmées, commandé par un officier supérieur du SID, est placé sous l'autorité fonctionnelle du commandant des éléments français au Sénégal. Héritière de la direction des travaux maritimes, la DID de Dakar assure l’ensemble des missions de soutien spécialisé dans le domaine infrastructure :
- l’assistance au commandement
- les études, la programmation et la réalisation des opérations d'infrastructure (conduite d'opération, maîtrise d'œuvre)
- le maintien en condition des infrastructures et installations techniques
- la gestion des fluides (eau, énergie)
- l’assistance pour la gestion du domaine immobilier
- l’appui aux affaires civilo-militaires

### Organisation
La DID de Dakar, forte de ses 55 personnels civils et militaires, est composée de 2 divisions :
- division projets administration (DIV PA) ;
- division gestion du patrimoine (DIV GP).